# Equação de difusão
A equação da difusão é uma equação em derivadas parciais que descreve flutuações de densidade em um material que se difunde. É também usada para descrever processos exibindo um comportamento de difusão.

## Equação
A equação é geralmente escrita como:
{\displaystyle {\frac {\partial \phi }{\partial t}}=\nabla \cdot (D(\phi ,{\vec {r}})\nabla \phi ({\vec {r}},t))} .
Nesta expressão {\displaystyle \phi } é a densidade do material que difunde, {\displaystyle t} é o tempo, e {\displaystyle D} é o coeficiente de difusão coletivo, {\displaystyle {\vec {r}}} é a coordenada espacial e o símbolo nabla (∇) representa o vetor operador diferencial del. Se o coeficiente de difusão depende da densidade, então a equação não é linear; de outra maneira seria linear. Se D é constante, então a equação se reduz à seguinte equação linear:
{\displaystyle {\frac {\partial \phi }{\partial t}}=D\nabla ^{2}\phi ({\vec {r}},t)} .
Mais geralmente, quando D é uma matriz simétrico definida positiva, a equação descreve uma difusão anisótrica.

## Dedução
A equação de difusão pode ser deduzida a partir da equação de continuidade. A mesma expressa que uma alteração na densidade em um sistema é devido a um fluxo em entrada ou a um fluxo em saída de material do sistema. Ou seja, não pode haver nem criação nem destruição de matéria.
{\displaystyle {\frac {\partial \phi }{\partial t}}+\nabla \cdot {\vec {j}}=0} .
Nesta expressão {\displaystyle {\vec {j}}} é o fluxo de material que difunde. A equação de difusão pode ser obtida facilmente desta relação quando é combinada com a Lei de Fick, que assume que o fluxo do material que difunde em qualquer parte do sistema é proporcional ao gradiente local de densidade:
{\displaystyle {\vec {j}}=-D(\phi )\nabla \phi ({\vec {r}},t)}.